# لويس دي لا بينيا
لويس دي لا بينيا (بالإسبانية: Luis de la Peña)‏ هو فيزيائي مكسيكي، ولد في 1931 في مدينة مكسيكو في المكسيك.